# Марвін Коен
Марвін Коен (англ. Marvin L. Cohen, нар. 3 березня 1935, Монреаль, Канада) — американський фізик. Фахівець у галузі матеріалознавства та фізики конденсованого стану.

## Нагороди та визнання
- 1965:Sloan Fellows
- 1978:Грант Гуггенгайма
- 1979:Премія Олівера Баклі
- 1980:член Національної академії наук США[4].
- 1980:Премія за дослідження твердого тіла Міністерства енергетики США
- 1990:Грант Гуггенгайма
- 1990:Свідоцтво про заслуги Національної лабораторії ім. Лоуренса в Берклі.
- 1993:член Американської академії мистецтв і наук
- 1994:Премія Лілієнфельда
- 1997:член Американської асоціації сприяння розвитку науки
- 2001:Національна наукова медаль США
- 2003:премія Фейнмана у галузі нанотехнологій[en]
- 2003:член Американського філософського товариства
- 2005:президент Американського фізичного товариства
- 2011:Премія Діксона[en]
- 2014:Премія Гіппела[de] у галузі матеріалознавства
- 2016:Thomson Reuters Citation Laureates[5].
- 2017:Медаль Бенджаміна Франкліна

## Доробок
- Looking back and ahead in condensed matter physics, Physics Today, Juni 2006.
- Novel materials from theory, Nature Bd. 338, 1989, S. 291.
- Predicting new solids and superconductors, Science, Bd. 234, 1986, S. 549.
- mit Volker Heine, James C. Phillips: Quantum mechanics of materials, Scientific American, Juni 1982.
- mit J. R. Chelikowsky: Electronic Structure and Optical Properties of Semiconductors. Springer, 1988, 2012